# Konnan
Charles Ashenoff ou Carlos Ashenoff (nascido em 6 de Janeiro de 1964), mais conhecido pelo seu ring name Konnan, é um lutador profissional de wrestling e rapper de descendência cubana.
Konnan é conhecido no México, por suas aparições televisivas, principalmente na Asistencia Asesoría y Administración, onde foi considerado por muitos como "o Hulk Hogan mexicano", refletindo em sua popularidade.
Ele também participou de várias empresas estadunidenses, como World Wrestling Federation, World Championship Wrestling, Extreme Championship Wrestling e Total Nonstop Action Wrestling.

## Títulos e prêmios
- Asistencia Asesoría y Administración
  - AAA Américas Heavyweight Championship (1 vez) (Primeiro)
- Championship Wrestling USA
  - CW-USA Northwest Tag Team Championship (1 vez) - com Beetlejuice
- Consejo Mundial de Lucha Libre
  - CMLL World Heavyweight Championship (1 vez)
- International Wrestling All-Stars
  - IWAS Heavyweight Championship (1 vez)
  - IWAS Tag Team Championship (1 vez) - com Rey Mysterio, Jr.
- International Wrestling Council
  - IWC Heavyweight Championship (1 vez)
- Latin American Wrestling Association
  - LAWA Heavyweight Championship (1 vez)
- Total Nonstop Action Wrestling
  - NWA World Tag Team Championship (2 vezes) - com B.G. James (1) e Ron Killings (1)
- World Championship Wrestling
  - WCW United States Heavyweight Championship (1 vez)
  - WCW World Tag Team Championship (2 vezes) - com Rey Mysterio, Jr. e Billy Kidman (1)
  - WCW World Television Championship (1 vez)
- World Wrestling Council
  - WWC Universal Heavyweight Championship (1 vez)
  - WCW World Tag Team Championship (1 vez) - com Carly Colón